# Ommidion mirim
Ommidion mirim är en skalbaggsart som beskrevs av Martins 1998. Ommidion mirim ingår i släktet Ommidion och familjen långhorningar. Inga underarter finns listade i Catalogue of Life.